# Маруока Міцуру
Маруока Міцуру (яп. 丸岡 満; нар. 6 січня 1996, Токушіма, Японія) — японський футболіст, півзахисник.

## Клубна кар'єра
Розпочав займатися футболом під впливом брата, під час навчання в школі виступав за «Каваучі Кіта». На третьому курсі молодшої школи Каваучі був капітаном команди і вніс свій вклад у топ-8 національного футбольного турніру середніх шкіл.
Закінчивши середню школу, покинув рідне місто Токусіма і приєднався до «Сересо Осака (U-18)». За підтримки клубу Ганасака, організації з підтримки розвитку клубу, брав участь у чотирьох європейських експедиціях. Виступав за юнацьку команду дортмундської «Борусії». У грудні 2013 року неофіційно прийнято рішення про переведення Маруоки до головної команди на сезону 2014 року.
6 січня 2014 року, після 18-го дня народження, відправився в оренду до представника німецької Бундесліги «Боруссія» (Дортмунд). Ореда з правом викупу була розрахована на півтора роки, до червня 2015 року. Спочатку грав за команду U-23 з третього дивізіону німецького чемпіонату, також залучався до тренувань з першою командою. Окрім цього, виступав за юнацьку команду Борусії U-19 в юнацькій Бундеслізі та Юнацькій лізі УЄФА. У Третій лізі Німеччини дебютував 25 січня 2014 року в поєдинку проти «Унтергахінга». у Бундеслізі дебютував 20 вересня в поєдинку проти «Майнца 05», в якому на 80-ій хвилині замінив Свена Бендера.
1 липня 2015 року «Сересо Осака» оголосив, що продовжить оренду з Дортмундом на один рік. 7 липня взяв участь у товариському матчі проти «Кавасакі Фронтале» відзначив власну присутність, набравши очки.
26 грудня 2015 року було оголошено, що дортмундська «Борусія» поверне Міцуру в «Сересо Осака». 2 квітня 2016 року замінив Кімото Ясукі у матчі 3-го туру Джей-ліги 3 проти ФК Рюкю, вперше вийшовши у змаганнях під егідою Джей-ліги. 16 липня дебютував у першій команді в матчі 23-го туру Джей-ліги 2 проти «Теспакусацу Гунма».
1 квітня 2017 року взяв активну участь у перемозі у другій серії пенальті в матчі 5-го туру Джей-ліги 1 проти «Йокогами Ф. Марінос».
24 липня 2017 року було оголошено, що «В-Варен Нагасакі» орендує гравця на короткий період часу. 27 серпня в матчі 30-го туру проти ФК «Кіото Санґа» забив свій перший гол після передачі з середини поля, але він виявився єдиним у футболці клубу з Нагасакі.
11 грудня було оголошено, що оренда в Нагасакі закінчується, натомість з лютого 2018 року гравець буде виступати в оренді за ФК «Ренофа Ямагуті». По завершенні сезону 2018 року повернувся в «Сересо Осака».
У сезоні 2019 року за першу команду не грав, а в січні 2020 року було оголошено про закінчення контракту з гравцем.
У липні 2020 року приєднався до представника Тайської ліги 1 «Патум Юнайтед». 21 квітня 2021 року тайський клуб розірвав контракт з Маруокою.

## Кар'єра в збірній
Виступав за юнацькі збірні Японії різних вікових категорій.

## Статистика виступів

### Клубна
| Клуб                     | Сезон             | Ліга  | Ліга | Кубок | Кубок | Кубок ліги | Кубок ліги | Загалом | Загалом |
| Клуб                     | Сезон             | Матчі | Голи | Матчі | Голи  | Матчі      | Голи       | Матчі   | Голи    |
| ------------------------ | ----------------- | ----- | ---- | ----- | ----- | ---------- | ---------- | ------- | ------- |
| «Боруссія II» (Дортмунд) | 2013–14           | 8     | 0    | –     | –     | –          | –          | 8       | 0       |
| «Боруссія II» (Дортмунд) | 2014–15           | 18    | 1    | –     | –     | –          | –          | 18      | 1       |
| «Боруссія» (Дортмунд)    | 2014–15           | 1     | 0    | 0     | 0     | –          | –          | 1       | 0       |
| «Боруссія» (Дортмунд)    | 2015–16           | 0     | 0    | 0     | 0     | –          | –          | 0       | 0       |
| «Сересо Осака»           | 2016              | 3     | 0    | 0     | 0     | –          | –          | 3       | 0       |
| «Сересо Осака U-23»      | 2016              | 24    | 2    | –     | –     | –          | –          | 24      | 2       |
| «Сересо Осака»           | 2017              | 4     | 0    | 0     | 0     | 4          | 0          | 8       | 0       |
| «Сересо Осака U-23»      | 2017              | 5     | 0    | –     | –     | –          | –          | 5       | 0       |
| «В-Варен Нагасакі»       | 2017              | 5     | 1    | –     | –     | –          | –          | 5       | 1       |
| «Ренофа Ямагуті»         | 2018              | 12    | 1    | 0     | 0     | –          | –          | 12      | 1       |
| Усього за кар'єру        | Усього за кар'єру | 66    | 7    | 0     | 0     | 4          | 0          | 70      | 7       |

## Досягнення

### Клубні
«Патум Юнайтед»
- Тайська ліга 1
  -  Чемпіон (1): 2020/21